# Asz-Szajch Baraka
Asz-Szajch Baraka (arab. الشيخ بركة) – miejscowość w Syrii, w muhafazie Idlib. W 2004 roku liczyła 1256 mieszkańców.